# San Francisco de Asís en éxtasis (Zurbarán, Museo Soumaya)
San Francisco de Asís en éxtasis es una obra pictórica del artista español Francisco de Zurbarán pintada hacia 1638 durante el Siglo de Oro Español en el que se representa a san Francisco de Asís durante el estado de arrobamiento místico. Actualmente se encuentra en el Museo Soumaya de la Ciudad de México. 
Existe otra versión de este cuadro también del pincel de Zurbarán y de la misma época, que comparte muchas características con este, datado entre 1635 y 1690 y que se encuentra en la Galería Nacional de Londres. Asimismo, forma parte de una serie de "Franciscos" pintados por Zurbarán entre 1628 a 1640.

## Historia
Este cuadro data de alrededor de 1638, época por la cual Zurbarán residió en Sevilla mientras pintaba la serie de cuadros dedicados a la virgen de Guadalupe de Cáceres. En 1639 muere su segunda esposa Beatriz de Morales, a lo cual se atribuye una mayor oscuridad en su obra patente a partir de 1640.
De esta época datan también la mayor parte de los Franciscos pintados por Zurbarán: hincados, de pie y en éxtasis, repartidos por el mundo que comparten características similares. Parece factible que el cuadro haya sido pintado por encargo de una comunidad de frailes menores descalzos. El más similar a él, el de la National Gallery de Londres, fue parte de la colección de Luis Felipe I de Francia, que fue vendida en subasta en 1853, lo que también parece ser el caso de la versión que actualmente se encuentra en el Soumaya.

## Descripción
El cuadro muestra al fundador de la orden franciscana bajo la línea iconográfica postridendinta, esto es, en actitud ascética y en contemplación mística. El cuadro repite elementos usados por Zurbarán en otros Franciscos: el santo en oración, la mirada dirigida al cielo, la cara cubierta y casi velada totalmente con la sombra del capuchón y gran porción del cuerpo en sombras.
El santo sostiene una cráneo, símbolo tradicional del ascetismo, en las manos entrelazadas y cercano a su pecho. Su hábito se encuentra rasgado en uno de los codos y en la manga para mostrar la pobreza de san Francisco. Como fondo se puede ver una construcción y un paisaje en el que destaca la Giralda o torre de las campanas de la catedral de Sevilla.

## Estilo

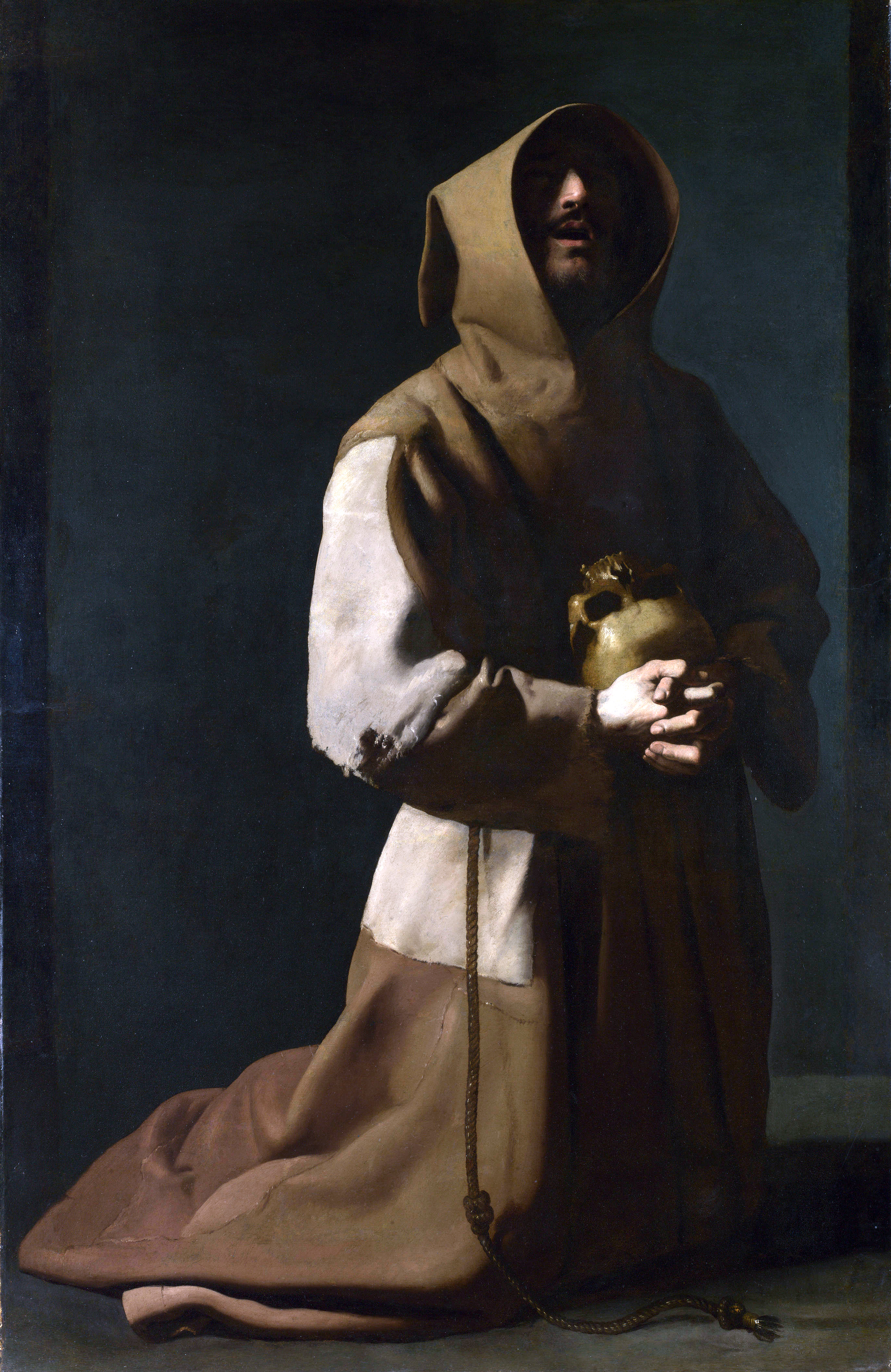
San Francisco en meditación. Versión resguardada en la National Gallery de Londres.

El cuadro es un ejemplo del tenebrismo de Zurbarán heredado de Caravaggio, por lo que hace uso del claroscuro para dar énfasis a la austeridad y misticismo de san Francisco. Dicho tenebrismo es característico de la escuela sevillana de pintura desarrollada durante la época del Barroco.